# یورگن راسموسن (بازیکن فوتبال، زاده ۱۹۴۵)
یورگن راسموسن (دانمارکی: Jørgen Rasmussen؛ زادهٔ ۱۴ ژوئیهٔ ۱۹۴۵) بازیکن فوتبال اهل دانمارک بود.
از باشگاه‌هایی که در آن بازی کرده‌است می‌توان به اشاره کرد.